# SN 1997ds
SN 1997ds – supernowa typu II odkryta 17 listopada 1997 roku w galaktyce M-01-57-07. W momencie odkrycia miała maksymalną jasność 16,20m.